# Język sentinelski
Język sentinelski – niesklasyfikowany język z grupy andamańskiej, używany na wyspie Sentinel Północny przez lud Sentinelczyków. Geograficzne pojęcie języków andamańskich obejmuje szereg języków autochtonicznej ludności archipelagu Andamanów, z których, według bieżącego stanu wiedzy (XXI w.), nie wszystkie są ze sobą wyraźnie spokrewnione.
Język ten nie został jeszcze poznany przez lingwistów, gdyż jego użytkownicy są ludem pierwotnym i stanowią społeczność izolowaną, która opiera się kontaktom zewnętrznym.
Zakłada się, że mieszkańcy wyspy posługują się jednym językiem. Bywa on omawiany jako izolat (czyli język genealogicznie odrębny od wszystkich innych znanych języków), ale właściwie chodzi o nieopisany język, którego status pozostaje nieokreślony. Sentinelski nie jest w oczywisty sposób spokrewniony z pozostałymi językami Andamanów (ale nie wyklucza się ewentualnego związku); praktyczny brak danych uniemożliwia ustalenie jego klasyfikacji. Na podstawie podobieństw kulturowych, które łączą Sentinelczyków z ludami Onge i Jarawa, można rozważać pokrewieństwo sentinelskiego z językami tych grup. Niemniej (przy nielicznych próbach kontaktu) nie odnotowano żadnej wzajemnej zrozumiałości między sentinelskim a językami onge i jarawa (co wskazuje przynajmniej na to, że sentinelski zdążył się historycznie oddzielić jako samodzielny język). Istnieje też możliwość, że sentinelski powinien być klasyfikowany wraz z innymi językami szerszego regionu lub językami wielkoandamańskimi (drugą spośród rodzin andamańskich), jeśli nie jest w istocie językiem izolowanym.